# Nicolas Baudesson
Nicolas Baudesson (Troyes, 1611 - Paris, 1680) est un peintre français actif au XVIIe siècle, neveu de Jacques Linard dont il est l'apprenti. Il s'est spécialisé dans la peinture de nature morte et la peinture des fleurs.

## Biographie
Nicolas Baudesson naît à Troyes le 6 décembre 1611. Il est fils de Claude Baudesson et de Jeanne Linard, sœur du célèbre peintre de natures mortes Jacques Linard.
Il vit et travaille à Paris mais séjourne à Rome pendant trente ans. Considéré comme l'un des meilleurs peintres de fleurs de son époque, il jouit d'un succès considérable. Il est admis à l'Académie royale de peinture et de sculpture le 26 mai 1671.
Il meurt à Paris le 4 septembre 1680.
Une grande partie de son œuvre est conservée au Château de Versailles.

## Œuvres
- Un Bouquet de fleurs provenant de la galerie Marcus, Musée des beaux-arts, Troyes ;
- Fleurs dans un vase de cristal, huile sur toile, 46 × 38 cm, Musée des beaux-arts, Rouen.